# Alain Aspect
Alain Aspect (Agen, 15 giugno 1947) è un fisico francese, insignito del Premio Nobel per la fisica nel 2022.

## Biografia
Fisico sperimentale, si è interessato lungo tutto l'arco della carriera a situazioni nelle quali le predizioni della meccanica quantistica sono molto lontane dall'intuizione.
Insegnante reputato, è impegnato nella diffusione della scienza verso il grande pubblico e nel dialogo con gli industriali.
Nel 1982, all'Università di Parigi, condusse esperimenti sulla correlazione quantistica fra particelle, verificando la violazione delle disuguaglianze di Bell. Tali lavori hanno permesso fra l'altro di definire il vecchio dibattito tra Albert Einstein e Niels Bohr sui fondamenti della meccanica quantistica.
È direttore di ricerca al CNRS (la maggior organizzazione di ricerca pubblica in Francia), professore all'École polytechnique, membro dell'Accademia francese delle scienze, Medaglia d'Oro del CNRS nel 2005 e vincitore del Premio Wolf nel 2010 per le sue ricerche nell'ambito dell'ottica quantistica e della fisica atomica, nonché del Premio Balzan nel 2013.
Nel 2022 ha vinto il Premio Nobel per la fisica con John Clauser e Anton Zeilinger per i citati esperimenti con fotoni entangled realizzati negli anni 80, come detto nella motivazione: "facendo da pioniere all'informatica quantistica".
È stato eletto all'Académie française nel seggio 22 il 26 giugno 2025.

## Opere bibliografiche

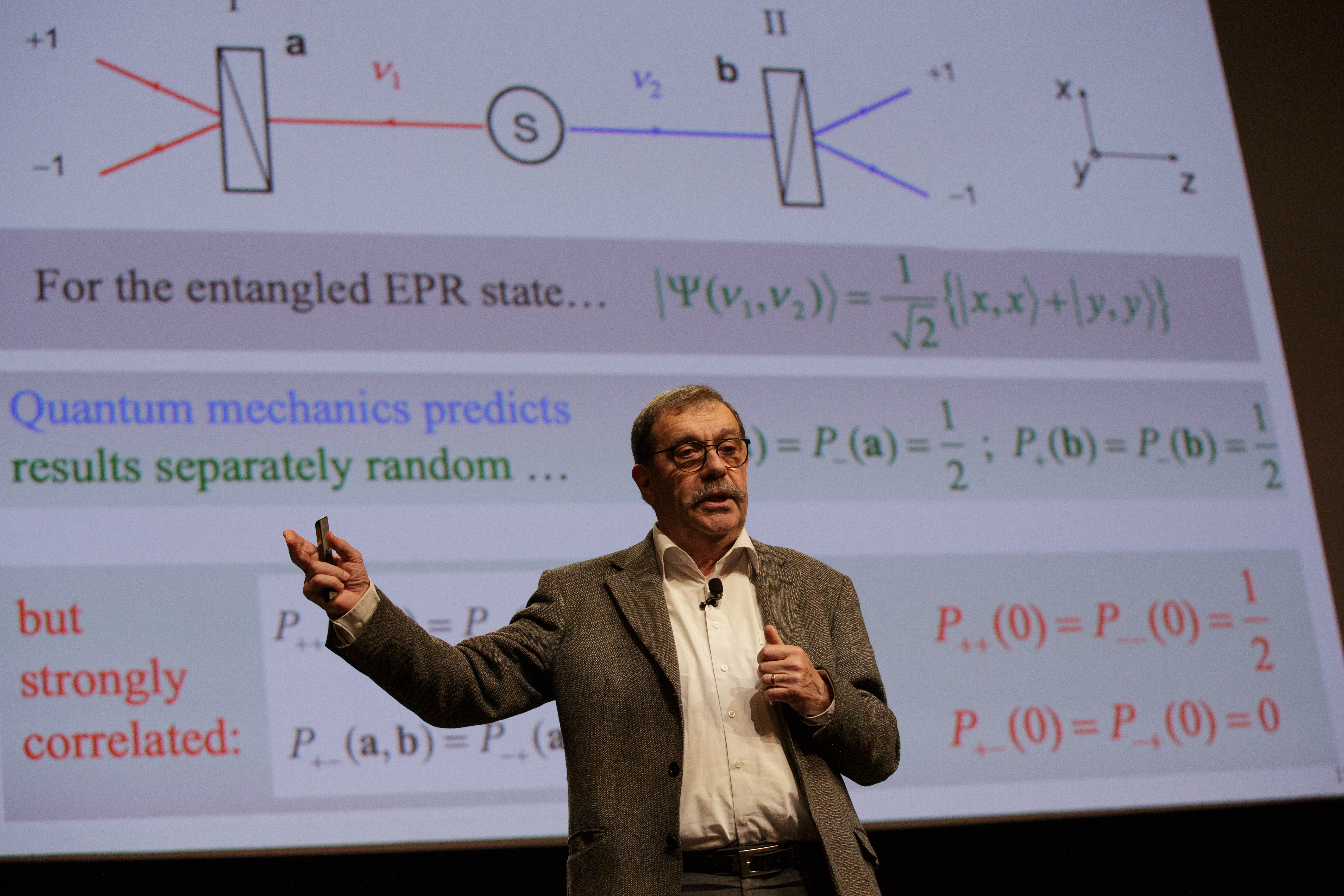
Alain Aspect all'École polytechnique (2022).

- (EN)  A. Aspect, «Proposed experiment to test separable hidden-variable theories» dans Physics Letters, 54A, N.2, pp. 117–118 (1975)
- (EN)  A. Aspect, «Proposed experiment to test nonseparability of quantum mechanics» dans Physical Review D, Vol. 14, N. 8, pp. 1944–1951 (1976)
- (EN)  A. Aspect, P. Grangier, G. Roger, «Experimental realization of Einstein-Podolsky-Rosen-Bohm Gedankenexperiment: A new violation of Bell's inequalities», dans Physical Review Letters, Vol. 49, N. 2, {pp. 91–94 (1982)
- (EN)  A. Aspect, J. Dalibard, G. Roger, «Experimental Test of Bell's Inequalities Using Time-Varying Analyzers», dans Physical Review Letters, Vol. 49, Iss. 25, pp. 1804–1807 (1982)
- (FR)  A. Aspect, R. Balian, G. Bastard, J.P. Bouchaud, B. Cabane, F. Combes, T. Encrenaz, S. Fauve, A. Fert, M. Fink, A. Georges, J.F. Joanny, D. Kaplan, D. Le Bihan, P. Léna, H. Le Treut, J-P Poirier, J. Prost et J.L. Puget, Demain la physique, (Odile Jacob, 2009) ISBN 9782738123053

## Premi e riconoscimenti
- Premio Nobel per la fisica (2022)
- Premio Balzan (2013)
- Medaglia Niels Bohr dell'UNESCO (2013)
- Medaglia Albert Einstein (2012)
- Premio Wolf (2010)
- Medaglia d'Oro del Centre national de la recherche scientifique (2005)
- Premio Gay-Lussac-Humboldt (2005)
- Gran Premio di Optical Society of America (1999)
- Premio Holweck (1991)
- Premio della Commissione Internazionale di Optical Society of America (1987)
- Premio del Commonwealth per la scienza e l'invenzione (1985)
- Prix Servant (1983)